# Maria Hussa
Maria Hussa o Maria Hussa-Greve (Viena, 7 de desembre de 1893 - Chicago, 19 d'abril de 1980) fou una soprano austríaca.
Va rebre la seva formació musical a Viena, estudiant amb Elise Elizza i el baix Arnold Greve, amb qui posteriorment es casaria. Va debutar el 1917 a la Volksoper de Viena, i l'any següent ja actuava a l'Òpera Estatal de Viena.
La seva trajectòria la va portar a diversos teatres importants: del 1921 al 1923 al Staatstheater de Graz, on va interpretar Salome sota la direcció del mateix Richard Strauss, al Teatre Alemany de Praga, del 1927 al 1933 a la Staatsoper de Berlín (1923-1927) i fins al 1933 a l’òpera d’Hamburg. Aquí, el 1927, va crear el paper de Heliane a l'estrena mundial de Das Wunder der Heliane de Korngold. El 1928, Krenek va compondre per a ella el Monologue Der Stella, op. 57, per a soprano i orquestra, dedicant-li personalment l’obra.
Va ser una artista habitual en destacats escenaris europeus, amb actuacions al Festival de Sopot, al Gran Teatre del Liceu de Barcelona, a la Haia i a la Staatsoper de Dresden. La temporada 1934/35 la va passar a Düsseldorf abans de tornar a Viena. A partir de la temporada 1935-1936, va cantar al Theater an der Wien, on el febrer de 1938 va ser la protagonista femenina de l’estrena austríaca de Věc Makropulos de Janáček.
L'any 1938 es va incorporar a l'Òpera de Chicago, després que s'hagués exiliat als Estats Units fugint de l'Alemanya nazi a causa de l'origen jueu del seu marit. El 1940 també a la Metropolitan Opera de Nova York. Més tard, va ensenyar a la Sherwood Music School de Chicago. Acabada la guerra va tornar a Europa per cantar de nou a l'Òpera Estatal de Viena el 1948 i des de 1949 va impartir cursos d'estiu al Mozarteum de Salzburg. La cantant va morir als 86 anys, víctima d'un robatori en una estació de metro de Chicago.